# ГЕС Портійон
ГЕС Портійон (фр. Portillon) — гідроелектростанція на півдні Франції. Знаходячись вище за ГЕС Pique Superieure, становить верхній ступінь гідровузла у сточищі річки Pique (ліва притока Гаронни), що дренує північний схил Піренеїв.
Для роботи станції використовується ресурс із лівобережжя Pique, зі сточищ Le Lys (безпосередня притока Pique) та Neste d'Oo (один із витоків притоки Pique річки L'One). На Neste d'Oo споруджене основне водосховище Lac du Portillon площею поверхні 0,36 км2 та об'ємом 16,8 млн м3. Його утримує земляна гребля висотою 23 метри, довжиною 205 метрів та товщиною від 2 до 36 метрів, на спорудження якої пішло 36 тис. м3 матеріалу. Окрім прямого стоку, до сховища через короткий тунель перекидається вода з озера Lac Glace (на лівій притоці Neste d'Oo). Із самого ж Lac du Portillon дериваційний тунель веде у східному напрямку в долину Le Lys.
Іншим джерелом ресурсу для роботи станції є група озер на схід від тільки що згаданої долини, у верхів'ях Ruisseau-Hourdade (права притока Le Lys). При цьому вода з озера Lac Celinda, яке не має природного наземного стоку, перекидається по тунелю до Lac Charles, що, своєю чергою, зв'язане тунелем із Lac Bleu. Від останнього починається другий дериваційний маршрут, який прямує на захід, де зустрічається з трасою тунелю від Lac du Portillon. Тут встановлено насосну станцію Prat-Long, котра у випадку необхідності перекачує воду із Lac Bleu до Lac du Portillon, забезпечуючи підйом на 280 метрів та споживаючи 10 млн кВт·год електроенергії на рік.
Дещо нижче від станції Prat-Long до основного тунелю, прокладеного через гірський масив правобережжя Le Lys, приєднується бічне відгалуження. Воно подає ресурс із семи водозаборів, один з яких розташований на самій Le Lys, а інші на її притоках.
При подачі води із Lac du Portillon створюється напір у 1420 метрів, тоді як при роботі безпосередньо з Lac Bleu — 1120 метрів. Середньорічне виробництво у першому випадку становить 54 млн кВт·год, у другому лише 14 млн кВт·год (втім, варто відзначити, що при річній подачі із Lac du Portillon на турбіни 18 млн м3 води 11 млн м3 припадає на закачану із Lac Bleu).
Загальна потужність турбін станції становить 101 МВт, із них призначено для роботи з Lac du Portillon 55 МВт (одна турбіна типу Пелтон).